# Acorypha nodula
Acorypha nodula är en insektsart som först beskrevs av Giglio-tos 1907.  Acorypha nodula ingår i släktet Acorypha och familjen gräshoppor. Inga underarter finns listade i Catalogue of Life.